# Elektric Music

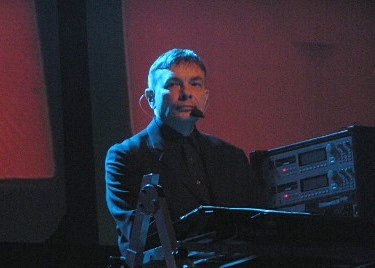
Karl Bartos (2005)

Elektric Music war ein Projekt des ehemaligen Kraftwerk-Musikers Karl Bartos und dem Rheingold-Musiker Lothar Manteuffel.

## Bandgeschichte
Bartos und Manteuffel kannten sich bereits während der Mitgliedschaft in ihren jeweiligen ehemaligen Bands. Nachdem Bartos Kraftwerk während der Arbeit an The Mix verlassen hatte, kam es erstmals zu einer musikalischen Zusammenarbeit. 1993 erschien das einzige Album Esperanto mit den Singles Crosstalk, TV und Lifestyle. Der Titel Kissing the Machine entstand in Zusammenarbeit mit Andy McCluskey von OMD, der darauf auch den Gesang übernahm. Sänger der anderen Titel war Manteuffel, Bartos steuerte seine Stimme nur in verfremdeten Samples bei. Album und Singles, die sich deutlich am Klang von Kraftwerk orientierten, war jedoch kein nennenswerter Erfolg beschieden.
Im folgenden Jahr gingen die Wege der beiden auseinander, Manteuffel trat ohne Bartos unter dem Bandnamen in der WDR-Sendung Mittwochs Live mit einem neuen Titel namens State of the Art auf, der musikalisch und stilistisch mit den bislang veröffentlichten Titeln nicht viel gemein hatte. Währenddessen ging Bartos nach Großbritannien, um mit Bernard Sumner und Johnny Marr an deren unter dem Namen Electronic veröffentlichten Album Raise the Pressure zusammenzuarbeiten.
Manteuffel und Bartos traten seither nicht mehr als Elektric Music auf, weder zusammen noch alleine. Während Manteuffel zu Rheingold zurückkehrte, veröffentlichte Bartos ein Album unter dem neuen Namen Electric Music.

## Singles
- 1992: Crosstalk
- 1993: TV / Lifestyle

## Alben
- 1993: Esperanto